# Rychnowy (województwo pomorskie)
Rychnowy (niem. Richnau) – wieś w Polsce położona w województwie pomorskim, w powiecie człuchowskim, w gminie Człuchów w pobliżu wschodniego brzegu jeziora Rychnowskiego i przy drodze krajowej nr 22. Wieś jest siedzibą sołectwa Rychnowy, w którego skład wchodzą również miejscowości Krery, Krzyżanki i Zagórki.
Wieś królewska starostwa człuchowskiego w województwie pomorskim w drugiej połowie XVI wieku. W latach 1975–1998 miejscowość położona była w województwie słupskim.

## Historia
Wieś „Rychnowy” otrzymała dokument lokacyjny w 1351 roku na 80 włók. 28 lat później komtur człuchowski Konrad Wallenrod nadał przywilej dla młynarza na wiatrak (fundamenty starego młyna stoją po dziś dzień na prywatnej posesji). W pierwszej polskiej lustracji z 1562 roku stosunki gospodarczo – społeczne wyglądały następująco: włók było 40, z tego 8 posiadali sołtysi, 4 kościół, a na pozostałych 28 pracowało 14 chłopów i 1 karczmarz. Szarwark odrabiali chłopi w Kołdowie. Mieli obowiązek wożenia starościńskiego żyta do Gdańska. Sołtysi wozili miód do Torunia. W pobliskiej puszczy żyli bartnicy, którzy oddawali miód do zamku. Był także we wsi kościół. W 1624 roku we wsi gospodarowało 18 chłopów na 36 włókach i dwóch sołtysów na 8 włókach. Czynsz płacili także 2 karczmarze, 2 rybacy i kowal. 13,5 włóki było pustych, obsiewano je co 3 rok. Potem na nich założono folwark. Sołtysi w 1678 roku poprosili króla o potwierdzenie starych przywilejów. Majątek za wsią ok. 1700 roku przeszedł w ręce Bartłomieja Benedykta, burgrabiego na zamku człuchowskim. Jego syn przekazał folwark Ludwikowi Kuleszy, pułkownikowi Jego Królewskiej Mości. Karczmarz otrzymał w 1721 roku przywilej, w którym zaznaczono m.in., że Jan Semran wraz ze swoją żoną zostają uwolnieni z poddaństwa.

## Szkoła w Rychnowach
Pierwsza szkoła, zbudowana w 1785 roku przez chłopów, w ocenie ówczesnego proboszcza nie nadawała się na mieszkanie dla nauczyciela. Wieś była niezadowolona z tego nauczyciela, który podobno przesiadywał ciągle w karczmie i wracał do domu pijany. Funkcję nauczyciela przejęła więc pewna staruszka. Potem o placówkę w Rychnowach ubiegał się krawiec Ludwig Golnik z Człuchowa. Jego starania nie odniosły skutku. Kandydaci ewangeliccy nie mieli szans, ponieważ wieś była katolicka. Kiedy przeprowadzono spis okazało się, że w Rychnowach była przewaga ewangelików i szkołę przejął Zillman, pochodzący z Saksonii. Poskarżył się on królowi pruskiemu, że budynek szkolny grozi zawaleniem i nie ma przy nim ogrodu. W 1821 roku zaczęto budowę nowego budynku szkolnego własnymi środkami, rząd pruski nie udzielił żadnej pomocy finansowej. W 1834 roku okazało się, że budynek wymaga kapitalnego remontu i rozbudowy (1840 r.). Nowoczesną szkołę wybudowano w 1928 roku. Wieś została zdobyta 26 lutego 1945 roku przez wojska 19 armii radzieckiej.

## Stan obecny
Obecnie w Rychnowach znajdują się: remiza strażacka, biblioteka publiczna, stadion, Pomnik Jubileuszowy, Kościół pod wezwaniem Świętej Trójcy i Świętej Jadwigi Śląskiej z 1902 roku i świetlica wiejska.
W miejscowości istnieje Ludowy Klub Sportowy „Orzeł” Rychnowy, a także Koło Gospodyń Wiejskich oraz zespół parafialny Szczęśliwa Trzynastka.